# Isopor
Isopor este o companie producătoare de polistiren expandat din Cluj-Napoca. Isopor a fost cumpărată la sfârșitul anului 2009, de către compania elvețiană Swisspor pentru o valoare de 5,5 milioane de euro. Astfel, Elberta Trading Limited și Shelby Holdings Limited, fiecare cu 40%, și Sharbot Holdings Limited, care deținea 20% din capitalul Isopor, au cesionat integral participațiile către grupul elvețian. Toate cele trei firme care au vândut acțiunile sunt deținute de oameni de afaceri din Grecia.